# Wabi
Wabi-sabi (侘寂) este o expresie japoneză ce denumește un concept de estetică ori o dispoziție spirituală,derivată din conceptul budist de "zen",precum și cel taoist.  
Termenul de "Wabi-sabi" se bazează pe două principii:wabi(solitudine,simplitate,melancolie,natură,tristețe,simetrie) și sabi(alternarea timpului,decrepitudinea celor care îmbătrânesc,gustul lucrurilor ce îmbătrânesc,)."Wabiul" face referire la plenitudinea și modestia care pot fi simțite cu ajutorul fenomenelor naturale,iar "sabiul",senzația care rezultă din lucrurile ce pot fi detectate in urma timpului și a muncii omului.Caracterul sabi (寂) este,de asemenea,gravat pe mormântul scriitorului  Junichirō Tanizaki (1886-1965), din templul Hōnen(închinat călugărului Hōnen),în Kyoto. 
O ilustrare a wabi-sabi: cultul estetic pentru pietre (grădină uscată) sau lucrarea bonsaiului. Această etică apare în secolul al XII-lea; susține revenirea la simplitate, o sobrietate pașnică care poate influența pozitiv existența, unde se poate recunoaște și simți frumusețea lucrurilor imperfecte, efemere și modeste.
Arta kintsugi, care constă în evidențierea defectelor de aur ale unui obiect rupt în loc să le mascheze, face parte din curentul wabi-sabi care invită să admire imperfecțiunea fisurilor obiectului. Bolurile antice (chawan), deteriorate și reparate folosind tehnica kintsugi, sunt deosebit de populare cu cicatricile lor acoperite cu aur, unde este evidențiată imperfecțiunea.
Principiul wabi-sabi poate fi aplicat și în afara culturii japoneze, de exemplu în cultura europeană:
- Wabi: Gleaners și Angelus pictate de Jean-François Millet, Mona Lisa sau The Old Man and the Sea, scrise de Ernest Hemingway.
- Sabi: catedrale și biserici vechi, câteva peisaje urbane din Europa.